# Bauder-Kantorei
Die Bauder-Kantorei in Sulz am Neckar ist der älteste noch aktive evangelische Kirchenchor Württembergs.

## Geschichte
Die Bauder-Kantorei geht auf eine Stiftung zurück, die Christiane Gottliebin Bauder im Jahr 1817 einrichtete. Christiane Bauder war die jüngste Tochter des Dekans Johann Georg Bauder und das einzige unter dessen Kindern, das den Vater überlebte. Christiane Bauder, die in jungen Jahren den verheerenden Brand ihrer Heimatstadt und später deren Wiederaufbau miterlebt hatte, stiftete am 300-jährigen Reformationsfest 1817 aus dem Erbe ihres Vaters nicht nur 1000 Gulden zur Vergrößerung des Gottesackers, sondern auch 2000 weitere „zur Beförderung des religiösen Gesangs“. Der Satzung gemäß sollten nach Möglichkeit zwei Lehrer engagiert werden, die zur Ausbildung eines Chores geeignet waren. Diese sollten über den gesetzlich vorgeschriebenen Musikunterricht hinaus wochentags drei Stunden und an den Sonntagen eine bis eineinhalb Stunden Gesangsunterricht für Kinder und Ledige anbieten. Gottesdienste, Hochzeiten, Beerdigungen etc. sollten durch den Chor musikalisch begleitet werden. Nach der Satzung waren „die Lehrlinge dieser religiösen Sing-Anstalt niemals zu belohnen, sondern die erlernte Geschicklichkeit, die Fähigkeit und Fertigkeit zur Erhöhung der gottesdienstlichen Feyer, und damit selbst zum Lob und Preis Gottes beizutragen,“ sollten „für jedes wohldenkende Gemüth der beste Lohn seyn“. Das gestiftete Geld sollte außerdem zur Anschaffung von Noten und Instrumenten genutzt werden. 
Ferner schrieb die Satzung vor, alle hundert Jahre anlässlich der Reformation ein Jubiläumsfest zu gestalten. Nicht zuletzt sollten Bauders Gulden auch genutzt werden, um das Grabmal des Dekans instand zu halten. In der Tat sind in Sulz die Grabdenkmäler sowohl des Dekans Johann Georg Bauder als auch der Stifterin Christiane Gottliebin Bauder erhalten geblieben; außerdem wurde 2015 der Vorschlag gemacht, eine Straße in Sulz am Neckar nach Christiane Bauder zu benennen. 
Aus der „Bauder'schen Gesangsanstalt“ bzw. dem „Bauder-Verein“ wurde im Jahr 2009 die Bauder-Kantorei Sulz.

## Repertoire
Die Bauder-Kantorei begleitet etwa zwölf Gottesdienste und Feiern pro Jahr. Sie studiert Chorsätze aus verschiedenen Epochen ein und führt unter anderem Kantaten, Bachs Weihnachtsoratorium, Messen von Wolfgang Amadeus Mozart und Motetten auf. Gegebenenfalls wird der Chor verstärkt und mit Orchesterbesetzung begleitet. Seit 2013 steht der Bauder-Kantorei ein eigenes Orgelpositiv in der evangelischen Stadtkirche zur Verfügung.